# Takikomigohan

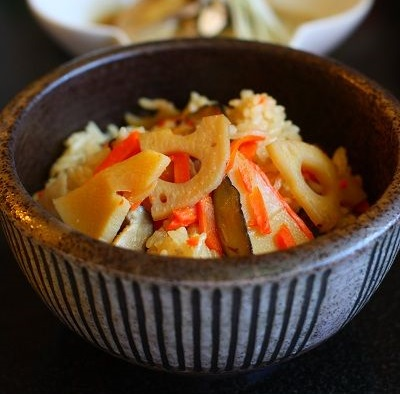
Gomoku gohan avec des racines de lotus et des pousses de bambou.

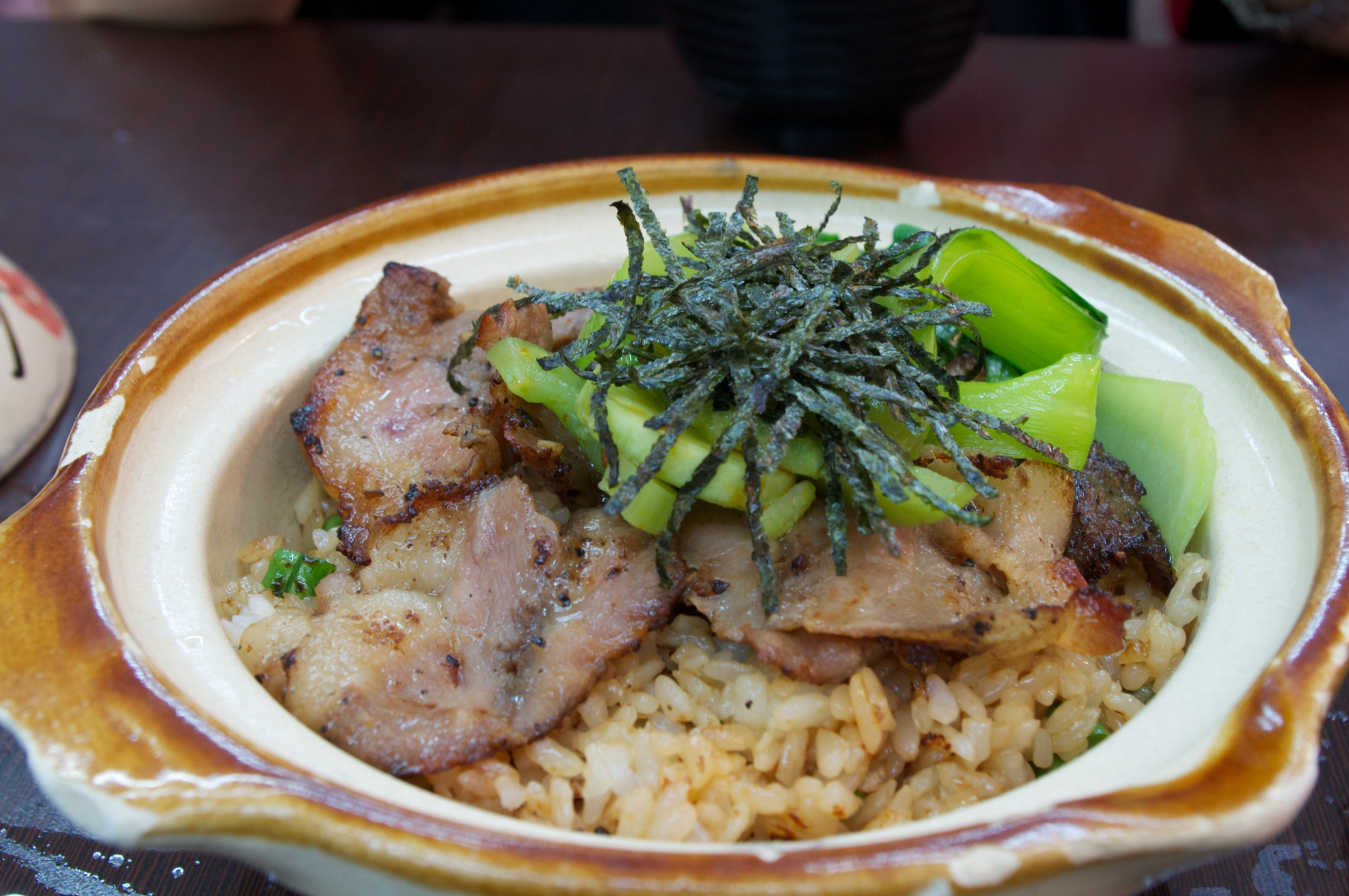
Takikomi gohan avec du porc grillé.

Takikomigohan (炊き込みご飯) est une expression japonaise signifiant littéralement « riz cuit avec ». Le takikomigohan est un plat de riz japonais assaisonné avec du dashi et de la sauce de soja, accompagné de champignons, de légumes, de viande ou de poisson. Les ingrédients du takikomi gohan sont cuits avec le riz ; une préparation similaire, le maze gohan (混ぜ御飯), est constituée d'ingrédients savoureux mélangés dans du riz déjà cuit. Dans le dialecte d'Osaka, ce plat est appelé kayaku gohan (加薬御飯).

## Variantes
- Tai-meshi (鯛飯?) : du riz avec de la daurade[1].
- Ayu-meshi (鮎飯?) : du riz avec de l’ayu.
- Matsutake gohan (松茸御飯?) : du riz avec des champignons des pins.
- Kani-meshi (蟹飯?) :  du riz avec du crabe.
- Gomoku meshi (五目飯?) ou gomoku gohan (五目御飯?) : sommairement traduit par « cinq ingrédients mélangés au riz », et dont la composition tourne souvent autour des produits de saison et peut inclure des champignons des pins ou des shiitake, des pousses de bambou, des racines de bardane, des pousses de soja, des châtaignes, du poulet, des poissons à chair blanche ferme ou des huîtres[1].